# 阿保 (松原市)
阿保（あお）は、大阪府松原市にある地名。2025年現在の行政地名は阿保一丁目から阿保七丁目。

## 地理
松原市の中央部に位置する。北は三宅中・三宅東、西は田井城、南は上田、東は松ケ丘に接する。
池
- 海泉池

## 歴史

### 地名の由来
地名は第五十一代平城天皇の第一皇子阿保親王が当地に別荘を営んだことに由来する。

### 沿革
- 江戸期 - 河内国丹北郡に阿保村が所在。元禄15年（1702年）、東阿保村、西阿保村に分村。
- 1871年（明治4年）、堺県の所属となる。
- 1875年（明治8年）、東阿保村と西阿保村が合併し、再び阿保村となる。
- 1881年（明治14年）、大阪府の所属となる。
- 1889年（明治22年）、町村制の施行により、松原村の大字となる。
- 1896年（明治29年）、郡の統廃合により、中河内郡の所属となる。
- 1942年（昭和17年）、松原村が町制施行して松原町となる。
- 1955年（昭和30年）、松原町が天美町・布忍村・恵我村・三宅村と合併。松原町大字阿保は、松原市阿保町となる。
- 1966年（昭和41年）、松原市阿保町・田井城町・上田町・三宅町の各一部より阿保1 - 7丁目成立[5]。

## 世帯数と人口
2025年（令和7年）6月30日現在の世帯数と人口は以下の通りである。
| 丁目       | 世帯数    | 人口    |
| ---------- | --------- | ------- |
| 阿保一丁目 | 273世帯   | 535人   |
| 阿保二丁目 | 621世帯   | 1,449人 |
| 阿保三丁目 | 566世帯   | 1,164人 |
| 阿保四丁目 | 534世帯   | 990人   |
| 阿保五丁目 | 538世帯   | 1,107人 |
| 阿保六丁目 | 325世帯   | 679人   |
| 阿保七丁目 | 390世帯   | 822人   |
| 計         | 3,247世帯 | 6,746人 |

### 人口の変遷
国勢調査による人口の推移。
| 1995年（平成7年）  | 7,127人 | [ 6 ]  |  |
| 2000年（平成12年） | 7,125人 | [ 7 ]  |  |
| 2005年（平成17年） | 7,263人 | [ 8 ]  |  |
| 2010年（平成22年） | 7,285人 | [ 9 ]  |  |
| 2015年（平成27年） | 7,160人 | [ 10 ] |  |
| 2020年（令和2年）  | 6,986人 | [ 11 ] |  |

### 世帯数の変遷
国勢調査による世帯数の推移。
| 1995年（平成7年）  | 2,551世帯 | [ 6 ]  |  |
| 2000年（平成12年） | 2,617世帯 | [ 7 ]  |  |
| 2005年（平成17年） | 2,610世帯 | [ 8 ]  |  |
| 2010年（平成22年） | 2,684世帯 | [ 9 ]  |  |
| 2015年（平成27年） | 2,767世帯 | [ 10 ] |  |
| 2020年（令和2年）  | 2,875世帯 | [ 11 ] |  |

## 学区
市立小・中学校に通う場合、学区は以下の通りとなる。
| 丁目       | 番・番地等 | 小学校               | 中学校                 |
| ---------- | ---------- | -------------------- | ---------------------- |
| 阿保一丁目 | 全域       | 松原市立松原北小学校 | 松原市立松原第四中学校 |
| 阿保二丁目 | 全域       | 松原市立松原北小学校 | 松原市立松原第四中学校 |
| 阿保三丁目 | 全域       | 松原市立松原北小学校 | 松原市立松原第四中学校 |
| 阿保四丁目 | 全域       | 松原市立松原北小学校 | 松原市立松原第四中学校 |
| 阿保五丁目 | 全域       | 松原市立松原北小学校 | 松原市立松原第四中学校 |
| 阿保六丁目 | 全域       | 松原市立松原北小学校 | 松原市立松原第四中学校 |
| 阿保七丁目 | 全域       | 松原市立松原北小学校 | 松原市立松原第四中学校 |

## 事業所
2021年（令和3年）現在の経済センサス調査による事業所数と従業員数は以下の通りである。
| 丁目       | 事業所数  | 従業員数 |
| ---------- | --------- | -------- |
| 阿保一丁目 | 65事業所  | 1,357人  |
| 阿保二丁目 | 44事業所  | 430人    |
| 阿保三丁目 | 73事業所  | 737人    |
| 阿保四丁目 | 44事業所  | 281人    |
| 阿保五丁目 | 52事業所  | 262人    |
| 阿保六丁目 | 31事業所  | 184人    |
| 阿保七丁目 | 6事業所   | 25人     |
| 計         | 315事業所 | 3,276人  |

## 交通

### 道路
- 国道309号
- 大阪府道187号大堀堺線
- 長尾街道

## 施設
- 松原市役所
- 松原警察署
- 松原市消防本部
- 松原市立松原北小学校
- 松原ひかり幼稚園
- 阿保くすの木保育園
- 阿保公民館
- 松原市民道夢館
- 阿保神社
- 安養寺

## 郵便
- 郵便番号：580-0043[3]（集配局：松原郵便局[14]）。

## ギャラリー

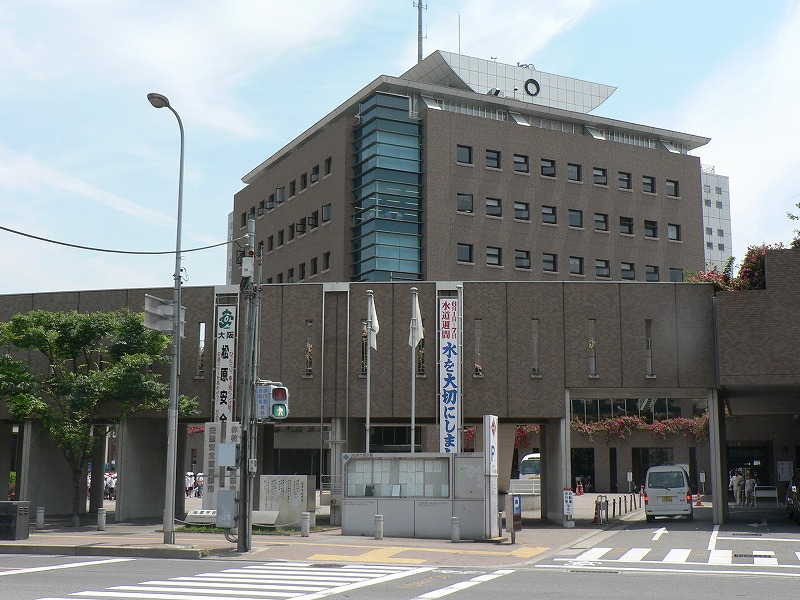
松原市役所
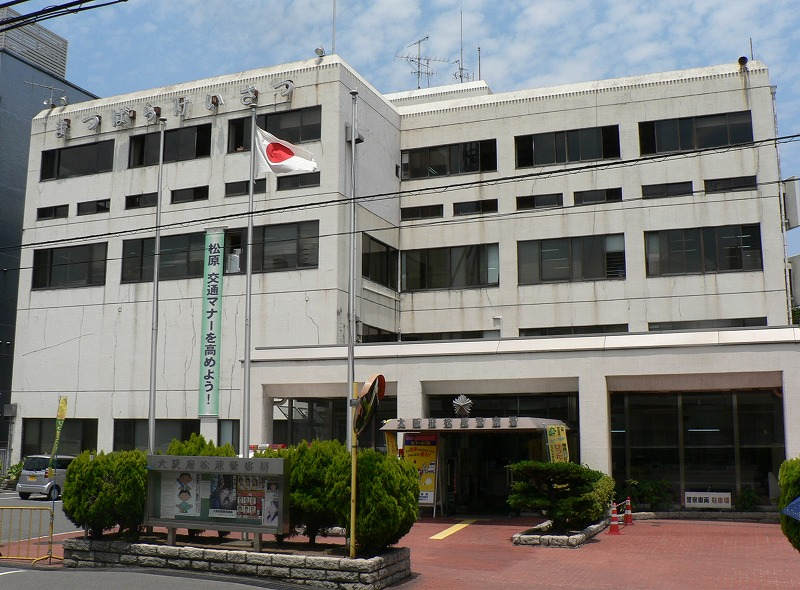
松原警察署
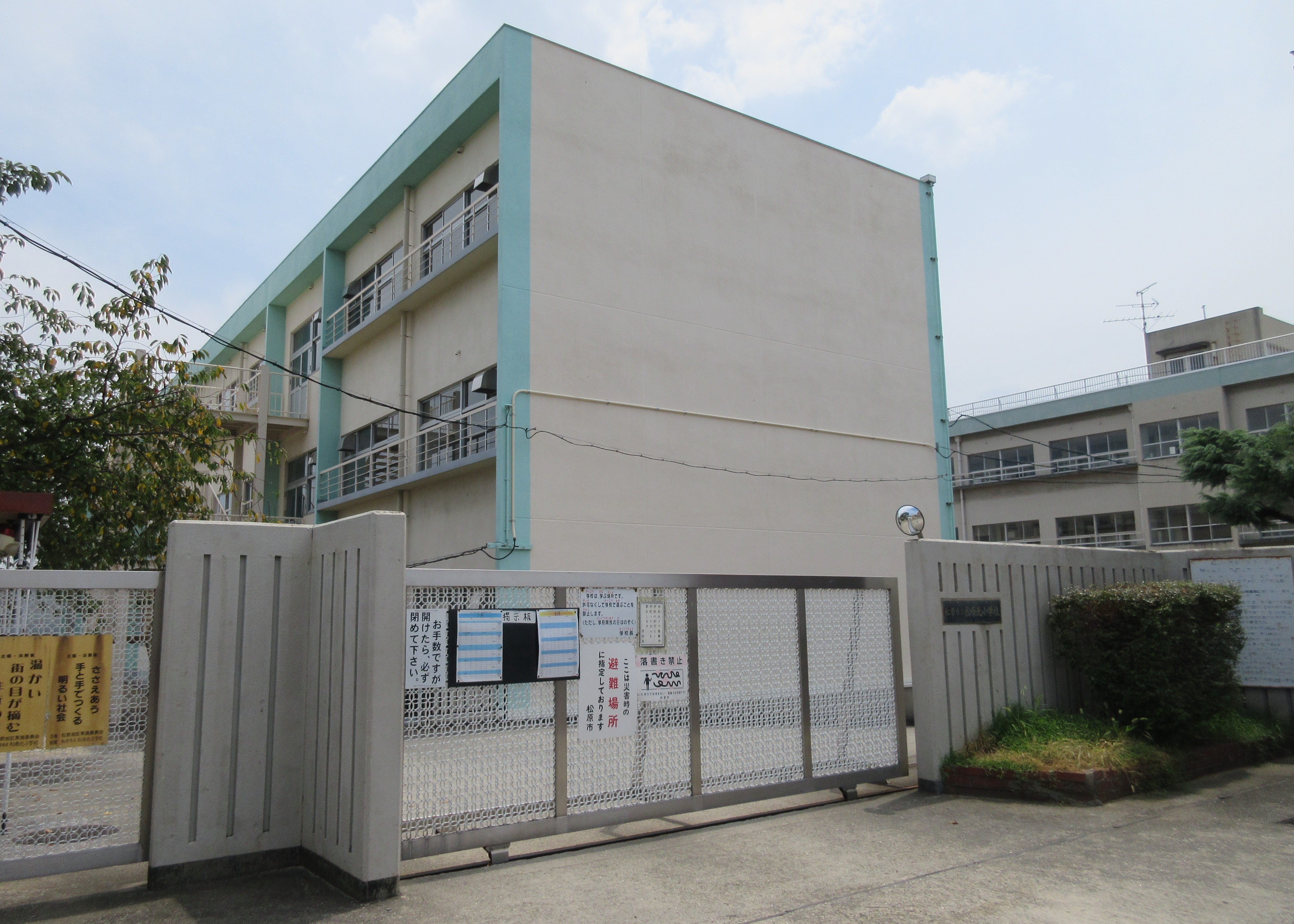
松原市立松原北小学校
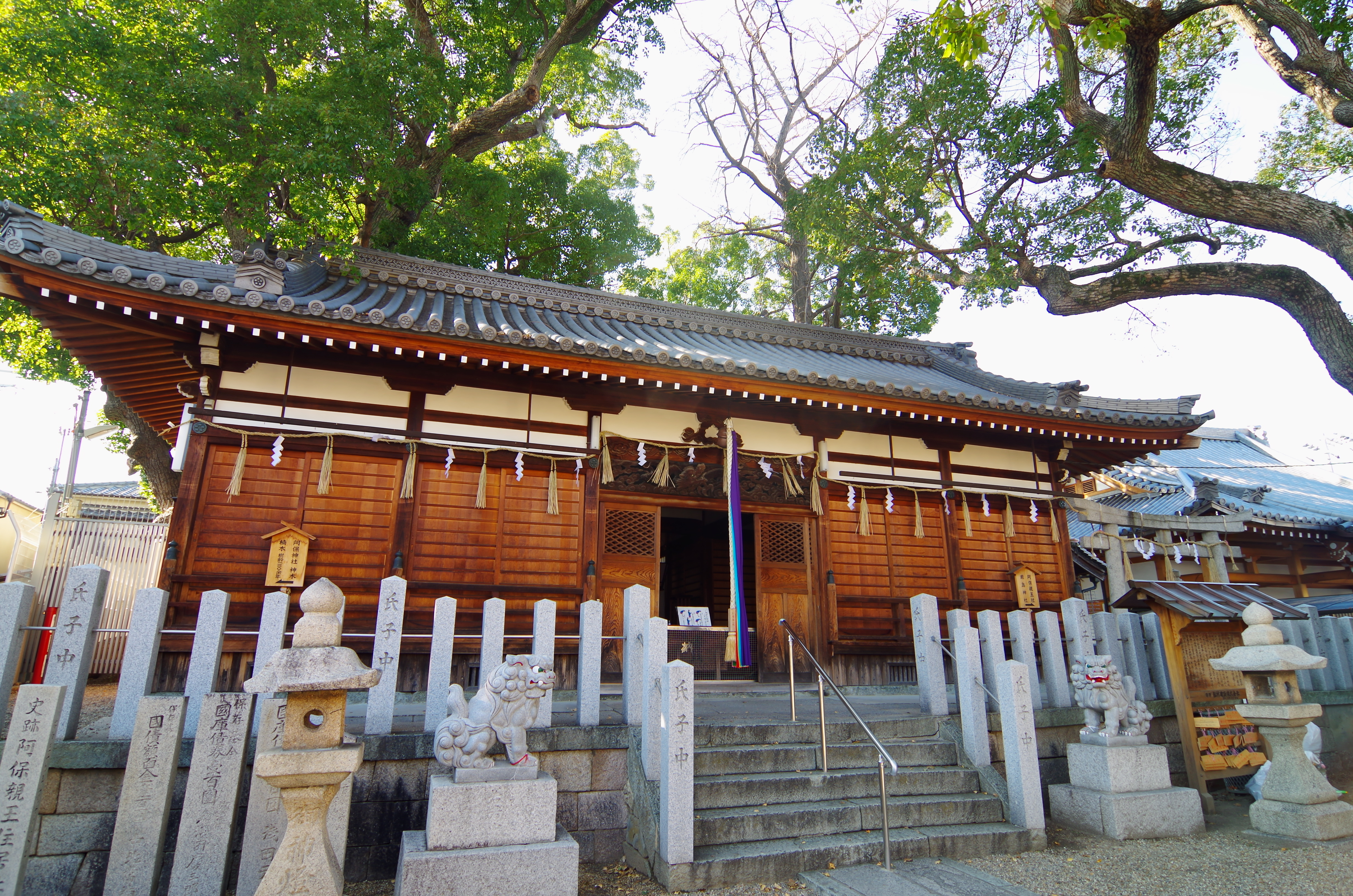
阿保神社